# كمال آباد (لارستان)
كمال آباد (بالفارسية: كمال‌آباد) (بالإنجليزية: Kamalabad)‏، قرية في ناحية بيرم (بالفارسية: بخش بيرم)، قسم بلاده الريفي، مقاطعة لارستان، محافظة فارس، إيران. يبلغ عدد سكانها حسب إحصاء عام 2006 ميلادية 128 نسمة في 30 عائلة.